# Festival Internacional de Curta Metragem da Kianda
Das Festival Internacional de Cinema de Curta-Metragem de Luanda (FESC-KIANDA) ist ein internationales Filmfestival in der angolanischen Hauptstadt Luanda, das sich Kurzfilmen ausschließlich aus der Gemeinschaft der Portugiesischsprachigen Länder (CPLP) widmet. Es wird seit 2020 im Rahmen der jährlichen Feierlichkeiten zum Geburtstag Luandas ausgerichtet. Seit 2021 findet es im angolanisch-brasilianischen Kulturzentrum der Stadt (Centro Cultural Brasil-Angola) statt.

## Ausgaben
Die erste Auflage fand vom 24. bis zum 26. Januar 2020 im Museu Nacional de História Natural statt. Filme aus Kap Verde, Brasilien, Mosambik und Angola liefen im Wettbewerb.
Die zweite Auflage fand vom 21. bis zum 26. Januar 2021 im Centro Cultural Brasil-Angola statt und zeigte 31 Filme aus Angola, Brasilien, Kap Verde, Mosambik und Portugal.
Die dritte Auflage fand vom 17. bis zum 24. Februar 2022 im Centro Cultural Brasil-Angola statt. Es traten 36 Filme im Wettbewerb an.
Die vierte Auflage fand vom 20. Januar bis zum 27. Januar 2023 im Centro Cultural Brasil-Angola statt. Über 30 Filme aus Brasilien, Mosambik, Kap Verde, São Tomé und Príncipe und Guinea-Bissau traten im Wettbewerb an.